# Steve Martin
Stephen Glenn Martin (Waco, 14 de agosto de 1945) é um  ator, comediante, produtor, mágico, escritor, dramaturgo, dublador, músico e compositor americano. A popularidade de Martin se deu na década de 60, quando ele passou a roteirizar a série The Smothers Brothers Comedy Hour, e mais tarde a aparecer com frequência no programa The Tonight Show. Na década de 70, Martin apresentou diversos shows de humor surreal, começando a lotar casas de show em turnês nacionais.
A partir do final dessa mesma década, Martin tornou-se um ator bem sucedido, estrelando diversos filmes de comédia, que lhe renderam diversos prêmios ao longo das décadas. No início da carreira cinematográfica, ele chegou a ser apontado por alguns como "um novo Jerry Lewis". Porém, em pouco tempo de carreira, ficou claro que o estilo de humor de ambos era diferente. Em 2004, o canal Comedy Central classificou Martin em sexto lugar na lista das cem maiores comediantes de stand-up.
Martin toca banjo desde cedo e inclui o instrumento em seus shows desde o início de sua carreira profissional. Desde os anos 2000, ele passou a dedicar-se cada vez mais à carreira musical, passando a atuar menos e a investir mais na música, tocando banjo, gravando e excursionando com várias bandas de bluegrass, incluindo com o cantor Earl Scruggs, com quem ganhou um Grammy de Melhor Performance de Música Country em 2001.

## Biografia
Martin nasceu em 14 de agosto de 1945, em Waco, no Texas; filho de Mary Lee (née Stewart; 1913-2002) e Glenn Vernon Martin (1914-1997), um corretor imobiliário e aspirante a ator.
Martin foi criado em uma família batista na Inglewood, na Califórnia, com o irmão Fred e a irmã Melinda Martin, mais tarde indo morar em Garden Grove. Ele já foi líder de torcida da Garden Grove High School. Uma de suas primeiras lembranças é ver seu pai, como garçom, servindo bebidas no palco do Call Board Theater, em Melrose Place. Durante a Segunda Guerra Mundial, no Reino Unido, o pai de Martin apareceu em uma produção de Our Town com Raymond Massey. Expressando seu afeto através de presentes, como carros e bicicletas, o pai de Martin era severo e não emocionalmente aberto com o filho. Ele era orgulhoso e crítico, com Martin lembrando-se mais tarde que, na adolescência, seus sentimentos por seu pai eram principalmente de ódio.
O primeiro emprego de Martin durou três anos (1955-1958) e foi na Disneylândia, vendendo guias de viagem nos finais de semana e em período integral durante as férias de verão escolar. Durante seu tempo livre, ele freqüentou a loja da Main Street Magic, onde eram demonstrados truques de mágica para clientes em potencial. Enquanto trabalhava na Disneylândia, ele foi filmado ao fundo, nas gravações de um filme caseiro que foi transformado no curta-metragem Disneyland Dream, tornando-se essa a primeira aparição de Martin no cinema. Por volta de 1960, ele já havia dominado vários truques de mágica e ilusões, e aceitou um emprego remunerado na loja Magic na Fantasyland. Lá ele aperfeiçoou seus talentos para a magia, malabarismo e para a criação de balões em forma de animais, dá mesma forma que seu mentor, o também artista e comediante Wally Boag, que frequentemente lhe dava dicas para suas apresentações. Em sua biografia autorizada, o amigo próximo de Martin, Morris Walker, sugere que ele poderia "ser descrito com mais precisão como um agnóstico [...] ele raramente ia à igreja e nunca esteve envolvido em religião organizada por sua própria vontade".

## Carreira

### Comédia

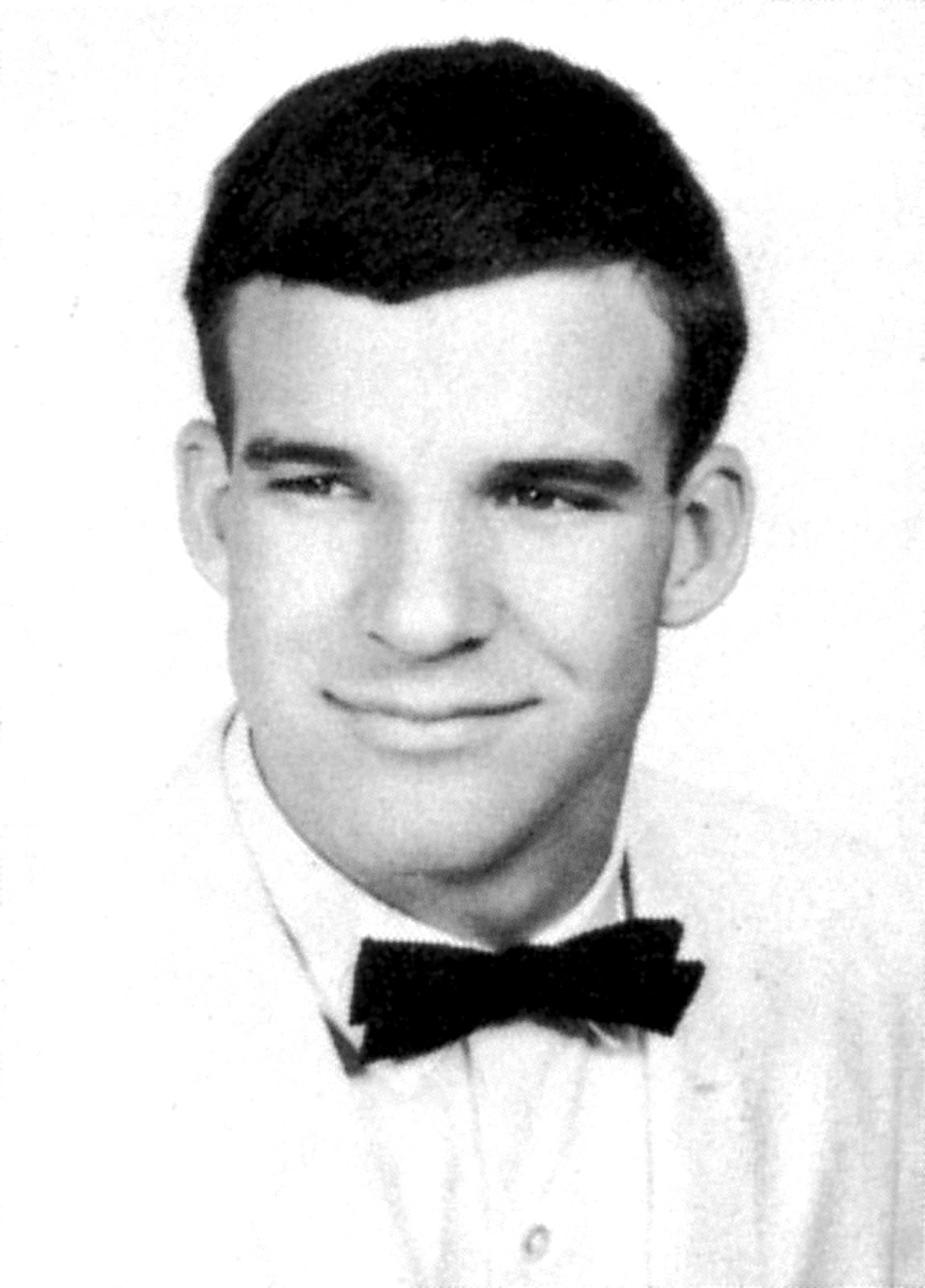
Steve Martin nos tempos do ensino médio em fotografia de 1963.

Após se formar no ensino médio, Martin freqüentou o Santa Ana College, tendo aulas de teatro e poesia inglesa. Em seu tempo livre, ele se juntou a Kathy Westmoreland, uma amiga e colega de escola dos tempos da Garden Grove, para participar de comédias e outras produções no Bird Cage Theatre. Ele se juntou a uma trupe de comédia na Knott's Berry Farm. Mais tarde, ele conheceu a atriz Stormie Sherk, e eles desenvolveram rotinas de comédia e se envolveram romanticamente. A influência de Sherk fez com que Martin se candidatasse à Universidade do Estado da Califórnia, em Long Beach, para matricular-se em uma especialização em filosofia. Sherk se matriculou na UCLA, a cerca de uma hora de carro ao norte, e a distância fez com que ela e Martin levassem vidas separadas.
Inspirado por suas aulas de filosofia, Martin pensou em tornar-se professor ao invés de ator-comediante. No entanto, seu período na faculdade, o fez descartar essa hipótese.
Em 1967, Martin foi transferido para a UCLA, passando a se dedicar ao teatro. Enquanto freqüentava a faculdade, ele apareceu em um episódio do seriado The Dating Game. Martin começou a trabalhar em clubes locais à noite, e aos vinte e um anos, abandonou a faculdade.
Steve Martin é um ator com muita expressão corporal e gestual, além de também um talento para escrever roteiros de comédias, o que lhe permitiu atingir o sucesso a partir dos anos 1970.
O início na carreira nos anos 1960 foi como escritor e ator de quadros de humor em séries de televisão canadenses e estadunidenses. A virada da carreira ocorreu com a sua participação no programa de humor Saturday Night Live, onde conseguiu projeção na América do Norte.

### Cinema
| |  |  |
| À esquerda, Steve em um show de comédia em 1976 e, à direita, em 2011, durante o 120th aniversário da Carnegie Hall. |  |  |

Com a oportunidade de fazer cinema, em 1978 estreou o filme O Panaca (The Jerk), do diretor Carl Reiner, onde interpretava um jovem branco extremamente tapado e inocente, que fora adotado por uma família negra e não sabia disso até que lhe contaram, já adulto. Com a popularidade obtida no filme, ele e o diretor Reiner firmaram uma parceria de sucesso, realizando várias comédias em estilo non sense, inclusive Cliente morto não paga (1982) e Um espírito baixou em mim (1984), que lhe tornariam uma estrela internacional do cinema e um talento reconhecido após a indicação ao Globo de Ouro como melhor ator por esse último filme.
Outros sucessos de bilheteria foram Três Amigos (1986), Os Safados (1988), O pai da noiva (1991), A casa caiu (2003), além da franquia Doze é demais, iniciada em 2003 e já com a terceira sequência para ser lançada em 2011. Em 2006 participou do relançamento da série de A Pantera Cor-de-Rosa, quando aceitou o desafio de dar nova interpretação ao famoso personagem inspetor Jacques Clouseau que fora de Peter Sellers. Com o sucesso popular conseguido, participou da sequência, lançada em 2009. 
Apresentou o Oscar três vezes em 2001, 2003 e 2010. Em sua última aparição, contou com a presença de Alec Baldwin. Steve Martin é considerado até hoje, um dos melhores "hosts" da história da cerimônia.
Em 2015, o musical Bright Star, composto por Martin e Edie Brickell, estreou na Broadway, realizando mais de cem apresentações, tendo sido indicado à diversas premiações do gênero.

## Vida pessoal
Entre o fim dos anos 70 e início dos anos 80, Martin estava em um relacionamento com a atriz, cantora e dançarina Bernadette Peters. Durante esse tempo, eles co-estrelaram dois filmes, The Jerk e Pennies from Heaven.
Martin casou-se com a atriz Victoria Tennant em 20 de novembro de 1986. Eles se divorciaram em 1994. Em 28 de julho de 2007, depois de três anos juntos, Martin se casou com Anne Stringfield, escritora e ex-funcionária da revista The New Yorker.  O ex-senador da Nebraska Bob Kerrey presidiu a cerimônia na casa de Martin em Los Angeles, enquanto Lorne Michaels, o criador do Saturday Night Live, foi o padrinho de Martin. Vários convidados, incluindo amigos próximos Tom Hanks, Eugene Levy, o comediante Carl Reiner e o mágico e ator Ricky Jay não foram informados de que a cerimônia seria um casamento. Em vez disso, eles foram informados de que estavam convidados para uma festa comum. Ambos foram surpreendidos pelo casório. Em dezembro de 2012, aos 67 anos, Martin foi pai pela primeira vez.
Martin é um ávido colecionador de arte desde 1968, quando comprou uma gravura de Ed Ruscha, um artista de Los Angeles. Em 2001, a Bellagio Gallery of Fine Art apresentou uma exposição com duração de cinco meses, de 28 itens da coleção de Martin, incluindo obras de Roy Lichtenstein, Pablo Picasso, David Hockney e Edward Hopper. Em 2006, ele vendeu a obra de Hopper Hotel Window (de 1955) na Sotheby's por US$ 26,8 milhões. Em 2015, trabalhando com outros dois curadores, ele organizou um show intitulado "The Idea of North: The Paintings of Lawren Harris", para apresentar os americanos ao pintor canadense e co-fundador do Group of Seven Lawren Harris.
Investigadores do escritório da Polícia de Berlim (LKA) acreditam que Martin foi vítima do artefato alemão Wolfgang Beltracchi. Em julho de 2004, Martin comprou o que ele acreditava ser um trabalho de 1915 do pintor alemão-holandês Heinrich Campendonk, Landschaft mit Pferden (Paisagem com Cavalos) em uma galeria de Paris, para o que deveria ter sido um preço de barganha de cerca de € 700 000 (cerca de US$ 850 000 na época). Antes da compra, um especialista autenticou o trabalho e identificou a assinatura do pintor em uma etiqueta afixada na parte de trás. Quinze meses depois, a pintura foi vendida em leilão para uma empresária suíça por € 500 000 - uma perda de € 200 000. A polícia acredita que o falso Campendonk tenha se originado de uma coleção de arte inventada por um grupo de trapaceiros alemães capturados em 2010. Pinturas obviamente forjadas desse grupo foram vendidas para galerias francesas, como aquela onde Martin comprou a falsificação.
Martin sofre de acufeno (zumbido nos ouvidos) desde que filmou uma cena de tiro no filme Three Amigos, de 1986. Sobre isso, ele disse: "Ou você se acostuma ou você enlouquece".

## Filmografia
| Ano                 | Título                                 | Título no Brasil                         | Personagem                                      | Notas                                  |
| ------------------- | -------------------------------------- | ---------------------------------------- | ----------------------------------------------- | -------------------------------------- |
| 1972                | Another Nice Mess                      |                                          | Hippie                                          | Estréia no cinema                      |
| 1977                | The Absent-minded Waiter               |                                          | Steven                                          | Curta-metragem; também roteirista      |
| 1978                | Sgt. Pepper's Lonely Hearts Club Band  |                                          | Dr. Maxwell Edison                              |                                        |
| 1979                | The Muppet Movie                       | Muppets - O Filme                        | Garçom do jantar romântico entre Kermit e Piggy | Participação especial                  |
| 1979                | The Kids Are Alright                   |                                          | Ele mesmo                                       | Documentário                           |
| 1979                | The Jerk                               | O Panaca                                 | Navin R. Johnson                                | Também roteirista                      |
| 1981                | Pennies from Heaven                    | Dinheiro do Céu                          | Arthur                                          |                                        |
| 1982                | Dead Men Don't Wear Plaid              | Cliente Morto Não Paga Conta             | Rigby Reardon                                   | Também roteirista                      |
| 1983                | The Man with Two Brains                | O Médico Erótico                         | Dr. Michael Hfuhruhurr                          | Também roteirista                      |
| 1984                | The Lonely Guy                         | Rapaz Solitário                          | Larry Hubbard                                   |                                        |
| 1984                | All of Me                              | Um Espírito Baixou em Mim                | Roger Cobb                                      |                                        |
| 1985                | Movers & Shakers                       | Promessa é Dívida                        | Fabio Longio                                    | Participação especial                  |
| 1986                | Three Amigos!                          | ¡Três Amigos!                            | Lucky Day                                       | Também roteirista e produtor executivo |
| 1986                | Little Shop of Horrors                 | A Pequena Loja dos Horrores              | Dr. Orin Scrivello                              |                                        |
| 1987                | Roxanne                                | Roxanne                                  | C. D. Bales                                     | Também roteirista e produtor executivo |
| 1987                | Planes, Trains & Automobiles           | Antes Só do que Mal Acompanhado          | Neal Page                                       |                                        |
| 1988                | Dirty Rotten Scoundrels                | Os Safados                               | Freddy Benson                                   |                                        |
| 1989                | Parenthood                             | O Tiro Que Não Saiu pela Culatra         | Gil Buckman                                     |                                        |
| 1990                | My Blue Heaven                         | Meu Pequeno Paraíso                      | Vinnie Antonelli                                |                                        |
| 1991                | L.A. Story                             | L.A. Story                               | Harris K. Telemacher                            | Também roteirista e produtor executivo |
| 1991                | Father of the Bride                    | O Pai da Noiva                           | George Banks                                    |                                        |
| 1991                | Grand Canyon                           | Grand Canyon - Ansiedades de uma Geração | Davis                                           |                                        |
| 1992                | Housesitter                            | Como Agarrar Um Marido                   | Newton David                                    |                                        |
| 1992                | Leap of Faith                          | Fé Demais Não Cheira Bem                 | Jonas Nightengale                               |                                        |
| 1993                | And the Band Played On                 | E a Vida Continua                        | Irmão do paciente                               | Participação especial                  |
| 1994                | The Simple Twist of Fate               | Uma Virada do Destino                    | Michael McCann                                  |                                        |
| 1994                | Mixed Nuts                             | Um Dia de Louco                          | Philip                                          |                                        |
| 1995                | Father of the Bride Part II            | O Pai da Noiva 2                         | George Banks                                    |                                        |
| 1996                | Sgt. Bilko                             | O Sargento Trapalhão                     | Sgt. Ernest G. Bilko                            |                                        |
| 1997                | The Spanish Prisioner                  | A trapaça                                | Jimmy Dell                                      |                                        |
| 1998                | The Prince of Egypt                    | O Príncipe do Egito                      | Hotep                                           | Voz                                    |
| 1999                | The Out-of-Towners                     | Perdidos em Nova York                    | Henry Clark                                     |                                        |
| 1999                | Bowfinger                              | Os Picaretas                             | Bobby B. Bowfinger                              | Também roteirista                      |
| 1999                | The Venice Project                     |                                          | Ele mesmo                                       | Participação especial; não creditado   |
| 1999                | Fantasia 2000                          | Fantasia 2000                            | Apresentador                                    | segmento: "Pinheiros de Roma"          |
| 2000                | Joe Gould's Secret                     | Crônicas de uma Certa Nova Iorque        | Charlie Duell                                   | Participação especial                  |
| 2001                | Novocaine                              | Droga da Sedução ou Química do Amor      | Frank Sangster                                  |                                        |
| 2003                | Bringing Down the House                | A Casa Caiu                              | Peter Sanderson                                 |                                        |
| 2003                | Cheaper by the Dozen                   | Doze é demais                            | Tom Baker                                       |                                        |
| 2003                | Looney Tunes: Back in Action           | Looney Tunes: De Volta à Ação            | Sr. Presidente                                  |                                        |
| 2004                | Jiminy Glick in Lalawood               |                                          | Ele mesmo                                       | Participação especial                  |
| 2005                | Shopgirl                               | Garota da Vitrine                        | Ray Porter                                      |                                        |
| 2005                | Cheaper by the Dozen 2                 | Doze é demais 2                          | Tom Baker                                       |                                        |
| 2005                | Disneyland: The First 50 Magical Years |                                          | Ele mesmo (Apresentador)                        | Curta documentário                     |
| 2006                | The Pink Panther                       | A Pantera Cor-de-rosa                    | Inspetor Jacques Clouseau                       | Também roteirista                      |
| 2008                | Baby Mama                              | Uma Mãe para o Meu Bebê                  | Barry                                           |                                        |
| 2009                | The Pink Panther 2                     | A Pantera Cor-de-rosa 2                  | Inspetor Jacques Clouseau                       | Também roteirista                      |
| 2009                | It's Complicated                       | Simplesmente Complicado                  | Adam Schaffer                                   |                                        |
| 2011                | The Big Year                           | O Grande Ano                             | Stu Preissler                                   |                                        |
| 2014                | Almost Home                            | Almost Home                              | Capitão Smek                                    | Voz                                    |
| 2015                | Home                                   | Cada Um Na Sua Casa                      | Capitão Smek                                    | Voz                                    |
| 2015                | Love the Coopers                       | O Natal dos Coopers                      | Regs, o cachorro / Narrador                     | Voz                                    |
| 2016                | Billy Lynn's Long Halftime Walk        | A Longa Caminhada de Billy Lynn          | Norm Oglesby                                    |                                        |
| 2021- a atualmente. | Only Murders in the Building           | Charles-Haden Savage                     | hulu. Star+ no Brasil.                          |                                        |

## Discografia

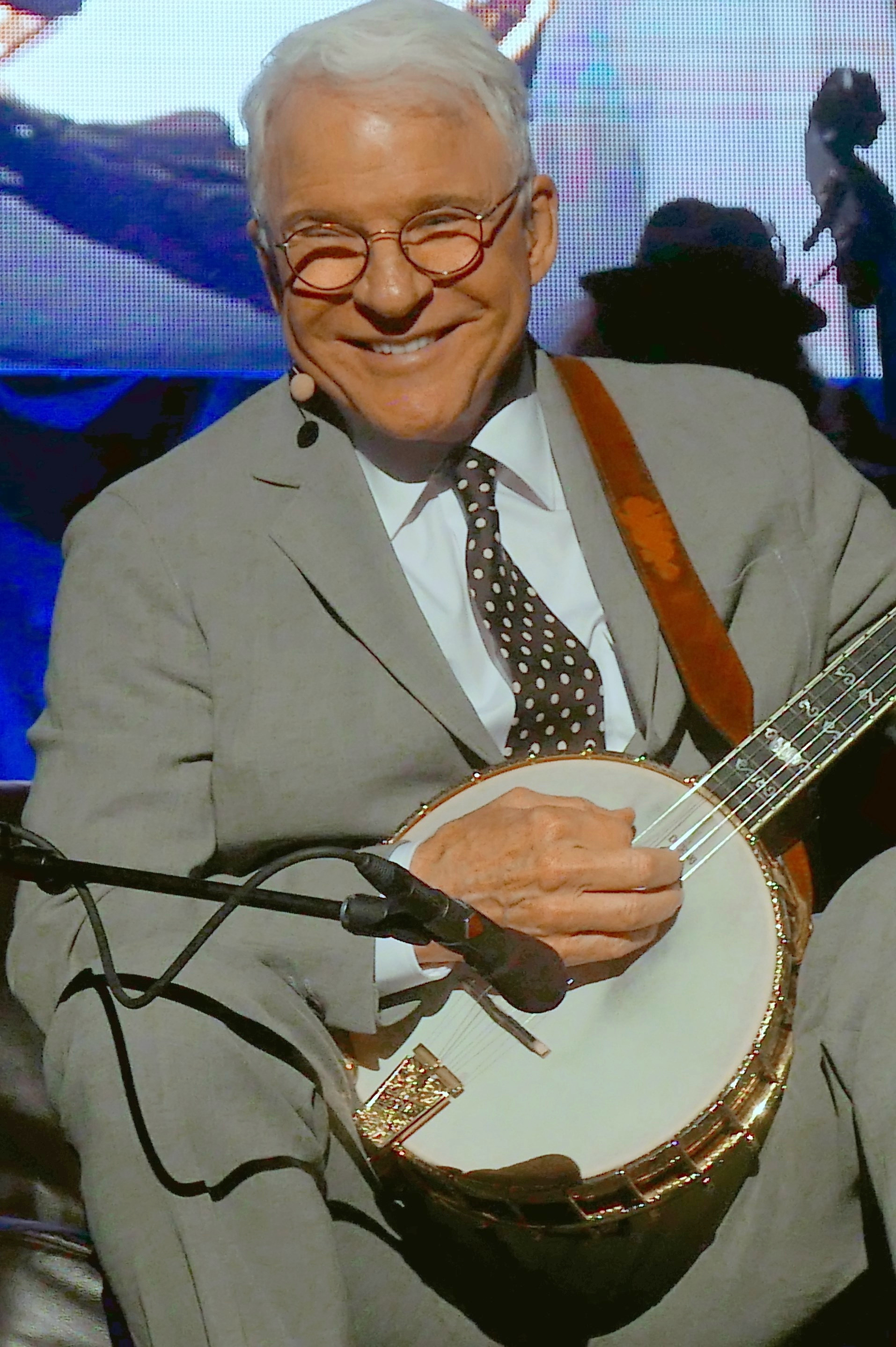
Steve Martin em 2017.

### Álbuns
| Ano  | Álbum                                                               |
| ---- | ------------------------------------------------------------------- |
| 1977 | Let's Get Small                                                     |
| 1978 | A Wild and Crazy Guy                                                |
| 1978 | Sgt. Pepper's Lonely Hearts Club Band                               |
| 1979 | Comedy Is Not Pretty!                                               |
| 1981 | The Steve Martin Brothers                                           |
| 1986 | Little Shop of Horrors                                              |
| 2009 | The Crow: New Songs for the 5-String Banjo                          |
| 2011 | Rare Bird Alert                                                     |
| 2013 | Love Has Come for You                                               |
| 2014 | Live (Steve Martin e os Steep Canyon Rangers; feat.: Edie Brickell) |
| 2015 | So Familiar                                                         |
| 2017 | The Long-Awaited Album                                              |

### Singles
| Ano  | Álbum                                                                             |
| ---- | --------------------------------------------------------------------------------- |
| 1977 | "Grandmother's Song"                                                              |
| 1978 | "King Tut"                                                                        |
| 1979 | "Cruel Shoes"                                                                     |
| 2014 | "Pretty Little One" (Steve Martin e os Steep Canyon Rangers feat.: Edie Brickell) |

### Videoclipes
| Ano  | Clipe                               | Diretor          |
| ---- | ----------------------------------- | ---------------- |
| 2011 | "Jubilation Day"                    | Ryan Reichenfeld |
| 2014 | "Pretty Little One"                 | David Horn       |
| 2015 | "Won't Go Back" (com Edie Brickell) | Matt Robertson   |

## Prêmios e indicações

#### Globo de Ouro
| Categoria                         | Ano  | Filme                       | Resultado |
| --------------------------------- | ---- | --------------------------- | --------- |
| Melhor Ator em Comédia ou Musical | 1981 | Pennies from Heaven         | Indicado  |
| Melhor Ator em Comédia ou Musical | 1984 | All of Me                   | Indicado  |
| Melhor Ator em Comédia ou Musical | 1987 | Roxanne                     | Indicado  |
| Melhor Ator em Comédia ou Musical | 1989 | Parenthood                  | Indicado  |
| Melhor Ator em Comédia ou Musical | 1995 | Father of the Bride Part II | Indicado  |

#### People's Choice Awards
| Ano  | Categoria              | Filme       | Resultado |
| ---- | ---------------------- | ----------- | --------- |
| 1992 | Melhor Ator de Comédia | L.A. Story  | Venceu    |
| 1993 | Melhor Ator de Comédia | Housesitter | Venceu    |

#### Critical Awards
| Ano  | Categoria   | Filme     | Resultado |
| ---- | ----------- | --------- | --------- |
| 1984 | Melhor Ator | All of Me | Venceu    |
| 1984 | Melhor Ator | All of Me | Venceu    |
| 1987 | Melhor Ator | Roxanne   | Venceu    |
| 1987 | Melhor Ator | Roxanne   | Venceu    |

#### Teen Choice Award
| Ano  | Categoria              | Filme                   | Resultado |
| ---- | ---------------------- | ----------------------- | --------- |
| 2000 | Melhor Filme – Comédia | Bowfinger               | Indicado  |
| 2003 | Melhor Filme – Comédia | Bringing Down the House | Indicado  |

#### MTV Movie & TV Awards
| Ano  | Categoria                 | Filme                   | Resultado |
| ---- | ------------------------- | ----------------------- | --------- |
| 1991 | Melhor Comediante         | Father of the Bride     | Indicado  |
| 1993 | Melhor Sequência de Dança | Bringing Down the House | Indicado  |

#### Critics' Choice Television Awards
| Ano  | Categoria                       | Filme                       | Resultado |
| ---- | ------------------------------- | --------------------------- | --------- |
| 2023 | Melhor Ator em Série de Comédia | Only Muders in the Building | Indicado  |